# Ivar Ståhle
 Ivar August Ståhle, född 15 augusti 1889 i Helsingfors, död 6 juli 1979 i Esbo, var en finländsk ingenjör, officer och journalist.
Ivar Ståhle var son till köpmannen August Ståhle och Augusta Österman och växte upp i Helsingfors. Han utbildade sig vid sidan av gymnasiet vid Helsingfors industriskola. 
Under Finska inbördeskriget deltog Ståhle under januari och februari 1918 i striderna i östra Nyland och deltog bland annat i strider i Pellinge i februari, varefter en del av den vita styrkan drog sig tillbaka till Borgås skärgård och därifrån över den frusna Finska viken till Estland. I början av april återvände gruppen till Finland och Ståhle utnämndes till en av två kompanichefer i den nyuppsatta skyddskårsförbandet Västra Nylands bataljon, som hade sitt högkvarter i Västankvarns gård i Ingå. Denna frivilligenhet var skapad för att genomföra straffexpeditioner i Nyland och Egentliga Finland och var bland annat ansvarig för Avrättningarna i Västankvarn i maj 1918.
Han arbetade på försvarsministeriets byggnadsavdelning 1919–1920 och genomgick därefter officersutbildning vid Kadettskolan i Helsingfors, med examen 1920. Han var från 1921 militärinstruktör i Nyland. Under 1920- och 1930-talen var Ståhle chefredaktör för den svenskspråkiga Skyddskåristen, utgivare av Idrottskalendern och för en kort tid också chefredaktör för Finskt Idrottsblad. Senare på 1930- och 1940-talen var han vice ordförande i Svenska Finlands Sportskytteförbund och det svenskspråkiga Finlands Svenska Centralidrottsförbund.  Han grundade Esbo IF och Sibbo Skyttegille.
Åren 1938–1945 var Ivar Ståhle chef för Sibbo kalkbruk och 1945–1953 för Sibbo båtvarv.